# Nobuko Fukuda
Pour les articles homonymes, voir Fukuda.
Nabuko Fukuda (福田 修子, Fukuda Nobuko) est une fondeuse japonaise, née le 29 juillet 1980.

## Biographie
Elle commence sa carrière en 2000. Elle participe à la Coupe du monde à partir de novembre 2001. Elle marque don premier point un an plus tard à Davos. Elle détient comme meilleurs résultats trois quinzièmes places dans des sprints.
Elle compte quatre participations aux Championnats du monde entre 2003 et 2009. Ses meilleurs résultats individuels sont 17e du quinze kilomètres classique en 2003 et 20e du sprint classique en 2007. Par équipes, sa meilleure place est 7e du relais en 2009.
Aux Jeux olympiques, elle a concouru aux éditions 2002, où elle est 39e du sprint libre, 10e du relais et abandonne sur le quinze kilomètres libre, 2006 où elle est 24e du sprint libre, 12e du relais et 8e du sprint par équipes et 2010 où elle est 51e du dix kilomètres libre et 8e du relais.